# Сусід (Сімак)
«Сусід» (англ. Neighbor) — науково-фантастичне оповідання Кліффорда Сімака, вперше опубліковане журналом «Astounding Science Fiction» в червні 1954 року.

## Сюжет
Одну з ферм в Єнотовій долині викупила сім'я енергійного Хіта Реджинальда. За півроку він привів в ідеальний стан будинок і поле. Потайки від сусідів його трактор працював в полі без водія. На городі Хіт вирощував не відомі фермерам овощі. Над його полем завжди була ідеальна погода. З часом Хіт почав допомагати місцевим жителям: вилікував смертельно хвору дівчинку і забезпечував ідеальну погоду для всієї долини.
За декілька років підозріло успішна статистика Єнотової долини привернула увагу нью-йоркського репортера Рікарда. Він з сім'єю відвідав долину і почав задавити питання місцевим жителям. Наприклад, чому містер Реджинальд ніколи не купував бензину. Тоді Реджинальд зробив так, щоб сім'я Рікарда і всі хто намагався допомогти йому, не могли покинути долину. Місцевим жителям він м'яко пояснив, що розголос їхніх успіхів накличе на них нещастя.
Зрештою сім'ї Рікарда сподобалось жити в долині і вони погодились осісти там. Хіт Реджинальд і надалі продовжував оберігати жителів долини від цікавості навколишніх. Для цього він при потребі переривав телефонний зв'язок та допомагав жителям уникати пасток журналістів.